# Baunach
Baunach település Németországban, azon belül Bajorországban. Lakosainak száma 4065 fő (2023. december 31.).

## Népesség
A település népessége az elmúlt években az alábbi módon változott:
| Lakosok száma | 1123 | 1716 | 2973 | 3174 | 4023 | 4016 | 4051 | 4056 | 3953 | 4065 |
|               | 1875 | 1950 | 1975 | 1987 | 2012 | 2014 | 2016 | 2017 | 2021 | 2023 |